# Брак в Кане Галилейской (картина Босха)
«Брак в Кане Галилейской» — картина неизвестного нидерландского живописца (возможно, круга Босха), написанная между 1560 и 1580 годами. До наших дней дошли три «Брака в Кане», которые ранее связывались с именем Босха — немецкого художника Хинрика Фунхофа, рисунок неизвестного младшего современника Босха (возможно, Герарда Давида; находится в Лувре), а также работа неизвестного мастера испано-фламандской школы конца XV века (так называемого «мастера католических королей»).

## История
На третий день был брак в Кане Галилейской, и Матерь Иисуса была там. Был также зван Иисус и ученики Его на брак. И как не доставало вина, то Матерь Иисуса говорит Ему: «Вина нет у них» (…) Было же тут шесть каменных водоносов, стоявших по обычаю очищения Иудейского, вмещавших по две или по три меры. Иисус говорит им: «Наполните сосуды водою». И наполнили их до верха. И говорит им: «Теперь почерпните и несите к распорядителю пира». И понесли. Когда же распорядитель отведал воды, сделавшейся вином, — а он не знал, откуда это вино, знали только служители, почерпавшие воду, — тогда распорядитель зовёт жениха и говорит ему: «Всякий человек подаёт сперва хорошего вина, а когда гости напьются, худшего, а ты хорошее вино сберёг доселе».
Ин. 2:1—3, 2:6—10

Этот библейский сюжет и запечатлел художник. Данную картину ранее относили к раннему периоду творчества художника и связывали с женитьбой Иеронима Босха на Алейт Гойартс ван дер Меервенне, полагая, что в ней отражено размышление художника о таинстве брака, которое воспринималось христианами как момент принятия благодати. Своим присутствием на свадьбе в Кане Галилейской Христос благословил, освятил брак и совершил на нём чудо превращения воды в вино. Сложная структура «Брака в Кане», изобилующая не совсем понятными современному человеку деталями, — это «мысли вслух» Босха о человеке, в котором стремление к земным наслаждениям уживается с надеждой на спасение души.
В данный момент картина маслом, а вернее её деревянная основа, были точно датированы годами, когда Иероним Босх уже умер. Возможно, эта работа, как и две другие, сделана под влиянием несохранившейся картины Босха, который является автором композиции. Это предположение было вызвано некоторой своеобразностью в композиции и образах. Детали и фигуры, которые художник вводит в данную сцену, нетрадиционны для иконографии этого сюжета. Такова, например, уменьшенная в размере фигура в церковном облачении, стоящая на переднем плане подобно донаторам, но спиной к зрителю. Некоторые исследователи считают, что это распорядитель пира, а фигура его уменьшена, чтобы не загораживать изображение жениха и невесты. Оживающие скульптуры на капителях колонн одни считают демонами, другие видят в фигуре обычное изображение Амура. Человек у буфета (в котором ранее видели некий алтарь) с палочкой в руках казался магом или алхимиком, творящим свои чудеса в противовес истинным чудесам Христа. Несомненно, эти и другие не совсем понятные персонажи, введённые в композицию, наделены важным смыслом, но он ускользает от нас.

## Композиция и символика

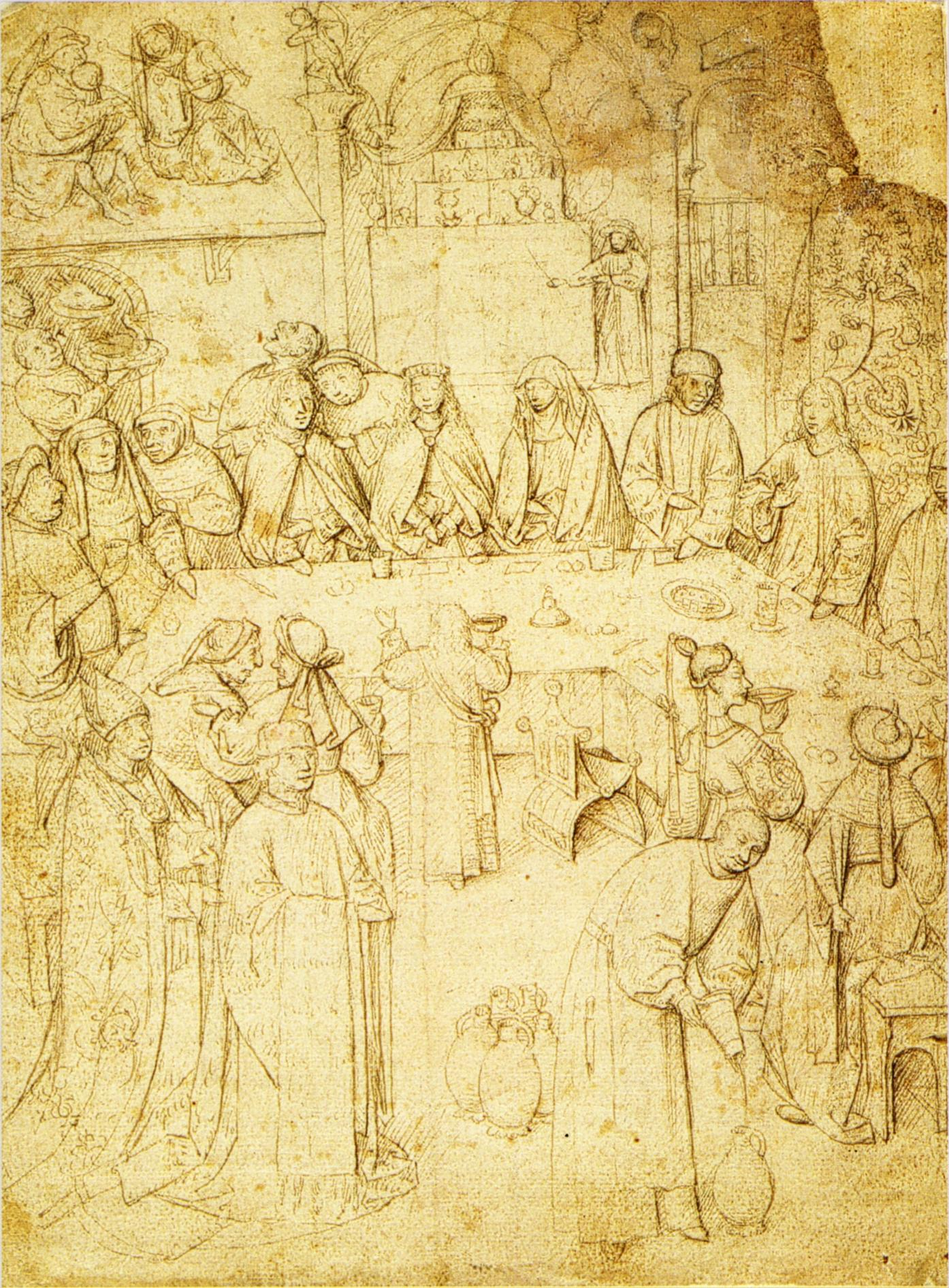
Рисунок неизвестного младшего современника Босха (возможно Герарда Давида) из Коллекции Ротшильда, Лувр

За накрытыми столами торжественно восседают гости. Служитель наполняет водой последний из шести кувшинов. Христос, как и Богородица, почти не выделяется среди других гостей.
Образ Иисуса исполнен святости и спокойствия. Даже изображая сцены земной жизни Спасителя, художник не стремится наделить Его земными, человеческими качествами. Позже, уже в XVII веке, Рембрандт Харменс ван Рейн начнёт изображать Христа как человека, со слабостями, свойственным людям, но на рубеже XV—XVI веков подобная трактовка была невозможна.
По средневековой традиции особые праздники отмечались особым угощением. Двое слуг несут главные блюда: голову кабана и лебедя. На помосте сидит ухмыляющийся шут с волынкой. Слуга справа подставил рот под текущую сверху струйку из опрокинутого кувшинчика.
Современные интерпетаторы указывают, что автор настоящей картины изображает таинство брака и его телесную подоплёку. На переднем плане картины — собачки (знак верности в браке). Волынка в руках у музыканта, изображённого над головой жениха, имеет любовный смысл: круглый мешок указывает на женщину, язычковая трубка — на мужчину. На столбе оживает демон-амур с натянутым луком, готовый пустить стрелу любви. Красный полог за спиной Христа скрывает внутренние покои.
Некоторые особенности стиля позволяют определить, что собаки на переднем плане (а также, возможно, музыкант и Амур) были дописаны позднее. На переднем плане, что следует из луврского рисунка, вместо фигур собак были изображения двух донаторов.

## Анализ мистического смысла
Многие исследователи искали и находят в картине алхимические символы, тем более что чудо, сотворённое Христом на свадьбе, — это чудо превращения. Фигуру человека на фоне буфета с сосудами, напоминающими алхимические реторты, некоторые считали изображением мага или алхимика. Немецкий историк Вильгельм Френгер в своем обращении к данному произведению (1950) доказывает, что в аспекте иконографическом — это одна из самых загадочных картин Босха на библейскую тему. Хотя она и кажется традиционной, её внутренняя концепция остается неясной. Художник вольно обращается с сюжетом из Евангелия от Иоанна, меняя апостолов на «сомнительное сборище современников». В Библии не описывается дом, в котором происходила свадьба, но Босх превратил его в «золоченую обитель достатка, превращенную в храм идолопоклонства. На заднем плане возведен землистого цвета алтарь с языческими изваяниями и предметами поклонения. Евангельская история очерняется здесь сомнительными церемониями и колдовством настолько, что сцена свадьбы превратилась в представление драматического поединка чудотворца с колдуном». Френгер утверждает, что среди гостей есть несколько евреев, и тут же следует вывод, что перед нами гильдия еретиков.
Алхимия имела весьма разработанную теорию, связанную с философией, астрономией, астрологией, то есть со всем комплексом средневековых знаний. Босх, как и большинство его современников, считал эти науки ересью. Вот почему в этой картине жених выбирает между истинным чудом, чудом Христа и ложным чудом алхимии. Босх напоминает зрителю о вечном конфликте добра и зла. Вслед за этим исследователь обращает внимание читателя на предполагаемого жениха с отсылкой на створку «Потоп» и его, якобы, биографическое содержание, он задает вопрос и сам на него отвечает: «что делает жених? Слушает». Читателю предлагается рассмотреть левую руку жениха, отставленный в сторону большой палец и мизинец, сложенные в знаке Братьев Свободного Духа. Три загнутых пальца призывают на помощь Святую Троицу и три главные добродетели. Жених, таким образом, старается отвести угрозу, нависшую над ним и его невестой. Как и следовало ожидать, перед нами свадьба Якоба ван Алмангина. Маленькая фигурка, стоящая по другую сторону стола напротив невесты, «по всей вероятности, её младший брат. Согласно еврейской традиции, обязанность приветствовать невесту возлагается на младшего сына, так как он — главная надежда на благополучное продолжение рода». «Драматично выглядит сцена после возгласа „Silentium“. Церемонимейстер, стоящий позади жениха, хлопает в ладоши и приказывает волынщику прекратить играть. Теперь должен начаться пир. Слуги с сосредоточенным выражением на лицах скорым шагом вносят свои зловещие блюда».
В наши дни ученые полностью разоблачили данную мистико-поэтическую трактовку за полную несостоятельность. Факты никак не подтвердили трактовку Френгера: о Босхе в те времена ничего не было известно, поэтому автор имел возможность писать про него все что угодно. Даже теперь о художнике нам известно крайне мало, однако все основные источники, и старые и новые, теперь доступны широкой аудитории. Будучи по складу своего характера человеком веселым и при этом увлеченным оккультизмом, Френгер предложил нам своего Босха и добавил к нему в пару некоего мистического Якоба ван Алмангина — крещёного еврея, о существовании, которого нет ни одного документального свидетельства. Так или иначе, уже через пять лет после смерти Френгера новые исследователи не оставили камня на камне от теорий когда-то признанного искусствоведа. Так, «землистый алтарь Матери Земли» на деле оказался традиционным нидерландским сервантом, а пресловутый «церемониймейстер», выкрикивающий «silentium», — пьянчужкой, который ловит открытым ртом струйку из опрокинувшейся бутылки. Даже саму работу уже не относят к кисти загадочного Босха, она атрибутируется как картина неизвестного нидерландского живописца (возможно, круга Иеронима Босха), написанная между 1560 и 1580 годами.

## Галерея

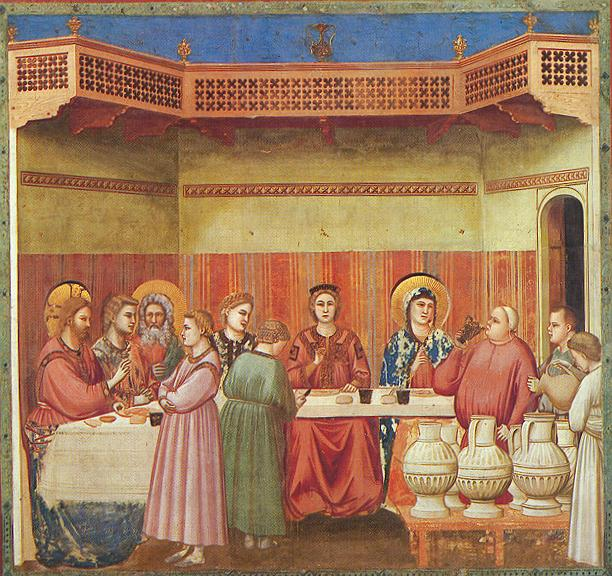
Стандартная иконография сюжета
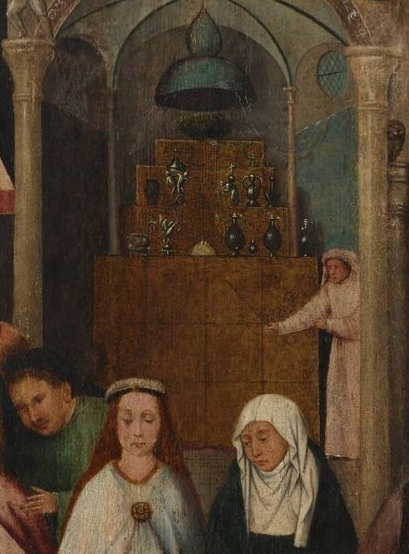
Деталь с «алхимиком»